# Nasuella olivacea
El coatí andino o cusumbo andino (Nasuella olivacea) es un pequeño mamífero prociónido perteneciente al Orden Carnivora, que habita al norte de América de Sur en Colombia, Ecuador y Venezuela.

## Distribución
El coatí andino habita en la cordillera de los Andes de Colombia, oeste de Venezuela, Ecuador y en algunas áreas del norte del Perú. La especie se halla desde los 1.800 hasta los 4.260 m s. n. m.

## Características
Los coatís de montaña tienen aproximadamente la mitad del tamaño que el coatí común (Nasua nasua), con una longitud corporal de 36 a 39 cm y una cola de 20 a 24 cm. Su pelaje es de color oliváceo a rojizo. La cola es de color amarillo-grisáceo con anillos de color gris y normalmente la dirigen hacia arriba cuando caminan. La cabeza es delgada, con un hocico largo y flexible. El hocico está ocupado por cuarenta dientes pequeños con coronas profundas y crestas filosas.
Los miembros anteriores fuertes y los tobillos revertibles le permite descender de los árboles con la cabeza hacia abajo. Adicionalmente, su larga cola le permite mantener el equilibrio mientras ascienden a los árboles.
Se conoce poco sobre los hábitos de la especie, pero se presume que son similares al de los otros prociónidos que son arborícolas y omnívoro. Se alimenta principalmente de invertebrados, vertebrados pequeños, frutas y vegetales.

## Conservación
No se conoce el número de individuos de la especie ni la tendencia de crecimiento de la población, pero se cree que es abundante; sin embargo por la falta de datos al respecto se clasifica como especie con datos insuficientes en la Lista Roja de la IUCN. Las principales amenazas es la deforestación en las áreas de distribución de la especie.